# Associazione Sportiva Volley Lube 2013-2014
Questa voce raccoglie le informazioni riguardanti l'Associazione Sportiva Volley Lube nelle competizioni ufficiali della stagione 2013-2014.

## Stagione
La stagione 2013-14 è per l'Associazione Sportiva Volley Lube, sponsorizzata dalla Banca Marche, la diciannovesima consecutiva in Serie A1; in panchina viene confermato come allenatore Alberto Giuliani, mentre la rosa viene poco modificata rispetto al campionato precedente: alle partenze di Dragan Travica, Cristian Savani, Saša Starović e Dick Kooy, fanno seguito gli arrivi di Michele Baranowicz, Bartosz Kurek e Alessandro Paparoni; confermati Simone Parodi, Ivan Zaytsev, Dragan Stanković, Jiří Kovář e Marko Podraščanin.
La stagione si apre con la Supercoppa italiana: la formazione di Macerata partecipa in qualità di finalista alla Coppa Italia 2012-13; la sfida è contro la Trentino Volley, che vince per 3-0, aggiudicandosi il trofeo.
Il campionato inizia con una serie di dieci vittorie consecutive, praticamente tutto il girone di andata, eccetto l'ultima gara, quando arriva la prima sconfitta, al tie-break, ad opera della Pallavolo Piacenza: il primo posto in classifica consente al club di qualificarsi per la Coppa Italia. Il girone di ritorno comincia con due successi di fila; seguono due gare, giocate in trasferta, che vedono vittoriose le avversarie, a cui si frappongono le gare giocare in casa, che terminano sempre con successi: il termine della regular season è costellato di vittorie eccetto uno stop alla penultima giornata contro il Gruppo Sportivo Porto Robur Costa, che fa perdere alla squadra il primo posto in classifica, per poi riagguantarlo con la vittoria, all'ultima giornata, sui diretti rivali della Pallavolo Piacenza. Dopo una sofferta gara 1 nelle semifinali dei play-off scudetto, con un 3-2 al BluVolley Verona, l'Associazione Sportiva Volley Lube riesce a far facilmente sua gara 2, passando al turno successivo: nei quarti di finale gioca contro la Pallavolo Modena, sconfitta in tre gare, con tutti 3-0; la serie finale vede contrapposte la squadra di Macerata alla Sir Safety Perugia: dopo una vittoria a testa, i marchigiani si aggiudicano sia gara 3 che gara 4, festeggiando per la terza volta nella loro storia lo scudetto.
Il primo posto al termine del girone di andata della Serie A1 2013-14 permette all'Associazione Sportiva Volley Lube di partecipare alla Coppa Italia; la vittoria per 3-0 sul Piemonte Volley nei quarti di finale la qualifica alla Final Four di Bologna: la squadra di Perugia è l'avversaria in semifinale, la quale riesce a vincere per 3-2 eliminando i marchigiani dalla competizione.
Il secondo posto in classifica al termine della regular season e l'eliminazione alle semifinali dei play-off scudetto nel campionato 2012-13 dà l'accesso alla Champions League; nella fase a gironi la squadra riesce a vincere quattro gare su sei disputate, chiudendo il proprio raggruppamento al secondo posto e qualificandosi per il turno successivo; nei play-off a 12 si gioca il derby italiano contro la Pallavolo Piacenza: la partita di andata è vinta per 3-0 dal club di Macerata, mentre quella di ritorno, è vinta, con lo stesso risultato dagli avversari, i quali, grazie al successo nel Golden set, passano al turno successivo, estromettendo l'Associazione Sportiva Volley Lube dalla corsa al titolo di campione d'Europa.

## Organigramma societario
Area direttiva
- Presidente: Simona Sileoni
- Presidente onorario: Fabio Giulianelli, Luciano Sileoni
- Vicepresidente: Albino Massaccesi

Area organizzativa
- Team manager: Claudio Leonardi
- Segreteria generale: Sergio Bartoloni
- Direttore sportivo: Stefano Recine

Area tecnica
- Allenatore: Alberto Giuliani
- Allenatore in seconda: Francesco Cadeddu
- Scout man: Enrico Massaccesi, Roberto Taddei
- Responsabile settore giovanile: Mario Picchio
- Direttore tecnico settore giovanile: Gianni Rosichini
- Assistente allenatori: Alfredo Martilotti

Area comunicazione
- Ufficio stampa: Carlo Perri, Marco Tentella
- Relazioni esterne: Marco Tentella
- Webmaster: Mirko Giardetti

Area marketing
- Ufficio marketing: Paolo Prenna

Area sanitaria
- Medico: Mariano Avio, Danilo Compagnucci
- Preparatore atletico: Massimo Merazzi
- Fisioterapista: Marco Frontaloni
- Osteopata: Giuseppe Antinori

## Rosa
| N° | Nome                 | Ruolo | Data di nascita  | Nazionalità sportiva |
| -- | -------------------- | ----- | ---------------- | -------------------- |
| 1  | Davidson Lampariello | S     | 16 ottobre 1980  | Italia               |
| 2  | Hubert Henno         | L     | 6 ottobre 1976   | Francia              |
| 3  | Simone Parodi        | S     | 16 giugno 1986   | Italia               |
| 4  | Alessandro Paparoni  | L     | 17 agosto 1981   | Italia               |
| 5  | Ivan Zaytsev         | S/O   | 2 ottobre 1988   | Italia               |
| 7  | Dragan Stanković     | C     | 18 ottobre 1985  | Serbia               |
| 8  | Stefano Patriarca    | C     | 23 luglio 1987   | Italia               |
| 9  | Jiří Kovář           | S     | 10 aprile 1989   | Italia               |
| 10 | Matteo Martino       | S     | 28 gennaio 1987  | Italia               |
| 11 | Natale Monopoli      | P     | 28 maggio 1975   | Italia               |
| 13 | Leondino Giombini    | S/O   | 30 gennaio 1975  | Italia               |
| 14 | Andrea Bulfon        | S     | 14 dicembre 1996 | Italia               |
| 16 | Bartosz Kurek        | S     | 29 agosto 1988   | Polonia              |
| 17 | Michele Baranowicz   | P     | 5 agosto 1989    | Italia               |
| 18 | Marko Podraščanin    | C     | 29 agosto 1987   | Serbia               |

## Mercato
| Acquisti | Acquisti            | Acquisti           | Acquisti   |
| R.       | Nome                | da                 | Modalità   |
| -------- | ------------------- | ------------------ | ---------- |
| P        | Michele Baranowicz  | Modena             | definitivo |
| S        | Andrea Bulfon       | Appignano          | definitivo |
| S/O      | Leondino Giombini   | Corigliano Volley  | definitivo |
| S        | Bartosz Kurek       | Dinamo Mosca       | definitivo |
| S        | Matteo Martino      | Jastrzębski Węgiel | definitivo |
| L        | Alessandro Paparoni | New Mater          | definitivo |
| C        | Stefano Patriarca   | Top Volley Latina  | definitivo |

| Cessioni | Cessioni             | Cessioni           | Cessioni   |
| R.       | Nome                 | a                  | Modalità   |
| -------- | -------------------- | ------------------ | ---------- |
| S        | Dick Kooy            | ZAKSA              | definitivo |
| S        | Davidson Lampariello | Sichuan            | definitivo |
| S        | Matteo Martino       | Montpellier        | definitivo |
| C        | Alen Pajenk          | Jastrzębski Węgiel | definitivo |
| S        | Luigi Randazzo       | Callipo            | definitivo |
| S        | Cristian Savani      | Shanghai           | definitivo |
| S/O      | Saša Starović        | Top Volley Latina  | definitivo |
| P        | Dragan Travica       | Belogor'e          | definitivo |

## Risultati

### Serie A1

#### Girone di andata
| 1ª giornata - 20 ottobre 2013 PalaFontescodella, Macerata   | Lube              | 3 - 0 | Molfetta           | 25-23, 25-18, 25-20               |
| 2ª giornata - 27 ottobre 2013 PalaBianchini, Latina         | Top Volley Latina | 0 - 3 | Lube               | 26-28, 20-25, 30-32               |
| 3ª giornata - 3 novembre 2013 PalaFontescodella, Macerata   | Lube              | 3 - 0 | Sir Safety Perugia | 25-17, 25-19, 25-22               |
| 4ª giornata - 10 novembre 2013 PalaTrento, Trento           | Trentino          | 1 - 3 | Lube               | 16-25, 25-21, 26-28, 19-25        |
| 5ª giornata - 13 novembre 2013 PalaFontescodella, Macerata  | Lube              | 3 - 0 | Città di Castello  | 25-20, 25-23, 25-20               |
| 6ª giornata - 27 novembre 2013 PalaValentia, Vibo Valentia  | Callipo           | 0 - 3 | Lube               | 15-25, 20-25, 21-25               |
| 7ª giornata - 30 novembre 2013 PalaFontescodella, Macerata  | Lube              | 3 - 2 | Modena             | 25-27, 25-17, 25-23, 22-25, 15-12 |
| 8ª giornata - 8 dicembre 2013 PalaOlimpia, Verona           | BluVolley Verona  | 0 - 3 | Lube               | 17-25, 20-25, 22-25               |
| 9ª giornata - 15 dicembre 2013 PalaFontescodella, Macerata  | Lube              | 3 - 0 | Piemonte           | 25-17, 25-20, 25-19               |
| 10ª giornata - 22 dicembre 2013 PalaFontescodella, Macerata | Lube              | 3 - 0 | Porto Robur Costa  | 25-23, 25-20, 25-15               |
| 11ª giornata - 8 gennaio 2014 PalaBanca, Piacenza           | Piacenza          | 3 - 2 | Lube               | 25-21, 25-22, 19-25, 16-25, 20-18 |

#### Girone di ritorno
| 12ª giornata - 12 gennaio 2014 PalaPoli, Molfetta                           | Molfetta           | 1 - 3 | Lube              | 21-25, 25-23, 20-25, 22-25        |
| 13ª giornata - 19 gennaio 2014 PalaFontescodella, Macerata                  | Lube               | 3 - 1 | Top Volley Latina | 22-25, 25-21, 25-22, 25-20        |
| 14ª giornata - 26 gennaio 2014 PalaEvangelisti, Perugia                     | Sir Safety Perugia | 3 - 2 | Lube              | 20-25, 25-19, 22-25, 25-21, 16-14 |
| 15ª giornata - 2 febbraio 2014 PalaFontescodella, Macerata                  | Lube               | 3 - 0 | Trentino          | 25-19, 25-19, 25-19               |
| 16ª giornata - 9 febbraio 2014 PalaKemon, San Giustino                      | Città di Castello  | 3 - 2 | Lube              | 22-25, 22-25, 25-19, 25-23, 15-12 |
| 17ª giornata - 16 febbraio 2014 PalaFontescodella, Macerata                 | Lube               | 3 - 0 | Callipo           | 25-22, 25-23, 25-22               |
| 18ª giornata - 23 febbraio 2014 PalaPanini, Modena                          | Modena             | 0 - 3 | Lube              | 21-25, 19-25, 18-25               |
| 19ª giornata - 2 marzo 2014 PalaFontescodella, Macerata                     | Lube               | 3 - 0 | BluVolley Verona  | 25-17, 25-19, 25-16               |
| 20ª giornata - 19 febbraio 2014 Palasport di San Rocco Castagnaretta, Cuneo | Piemonte           | 2 - 3 | Lube              | 25-23, 15-25, 21-25, 25-23, 12-15 |
| 21ª giornata - 16 marzo 2014 PalaDeAndrè, Ravenna                           | Porto Robur Costa  | 3 - 2 | Lube              | 21-25, 25-20, 25-21, 19-25, 18-16 |
| 22ª giornata - 23 marzo 2014 PalaFontescodella, Macerata                    | Lube               | 3 - 0 | Piacenza          | 25-14, 25-20, 25-20               |

#### Play-off scudetto
| Quarti di finale (gara 1) - 27 marzo 2014 PalaFontescodella, Macerata | Lube               | 3 - 2 | BluVolley Verona   | 22-25, 21-25, 25-19, 27-25, 15-9  |
| Quarti di finale (gara 2) - 30 marzo 2014 PalaOlimpia, Verona         | BluVolley Verona   | 0 - 3 | Lube               | 18-25, 18-25, 13-25               |
| Semifinali (gara 1) - 6 aprile 2014 PalaBaldinelli, Osimo             | Lube               | 3 - 0 | Modena             | 25-23, 26-24, 25-21               |
| Semifinali (gara 2) - 9 aprile 2014 PalaPanini, Modena                | Modena             | 0 - 3 | Lube               | 24-26, 22-25, 21-25               |
| Semifinali (gara 3) - 13 aprile 2014 PalaBaldinelli, Osimo            | Lube               | 3 - 0 | Modena             | 25-21, 25-20, 34-32               |
| Finale (gara 1) - 24 aprile 2014 PalaBaldinelli, Osimo                | Lube               | 3 - 2 | Sir Safety Perugia | 18-25, 25-21, 23-25, 25-16, 15-9  |
| Finale (gara 2) - 27 aprile 2014 PalaEvangelisti, Perugia             | Sir Safety Perugia | 3 - 2 | Lube               | 25-23, 21-25, 23-25, 25-19, 15-12 |
| Finale (gara 3) - 1º maggio 2014 PalaBaldinelli, Osimo                | Lube               | 3 - 0 | Sir Safety Perugia | 25-23, 25-23, 25-20               |
| Finale (gara 4) - 4 maggio 2014 PalaEvangelisti, Perugia              | Sir Safety Perugia | 1 - 3 | Lube               | 25-22, 22-25, 21-25, 33-35        |

### Coppa Italia

#### Fase a eliminazione diretta
| Quarti di finale - 29 gennaio 2014 PalaFontescodella, Macerata | Lube | 3 - 0 | Piemonte           | 25-20, 25-21, 25-23              |
| Semifinali - 8 marzo 2014 PalaDozza, Bologna                   | Lube | 2 - 3 | Sir Safety Perugia | 25-22, 18-25, 25-23, 23-25, 9-15 |

### Supercoppa italiana

#### Fase a eliminazione diretta
| Finale - 9 ottobre 2013 PalaTrento, Trento | Trentino | 3 - 0 | Lube | 25-23, 25-23, 25-21 |

### Champions League

#### Fase a gironi
| 1ª giornata - 22 ottobre 2013 PalaFontescodella, Macerata              | Lube                  | 3 - 0 | Zenit-Kazan           | 27-25, 25-21, 25-22               |
| 2ª giornata - 30 ottobre 2013 BSH Sportpark, Klagenfurt am Wörthersee  | Aich/Dob              | 0 - 3 | Lube                  | 20-25, 19-25, 17-25               |
| 3ª giornata - 6 novembre 2013 PalaFontescodella, Macerata              | Lube                  | 3 - 2 | Lokomotiv Novosibirsk | 25-19, 22-25, 29-27, 22-25, 15-12 |
| 4ª giornata - 3 dicembre 2013 SKK Sever, Novosibirsk                   | Lokomotiv Novosibirsk | 3 - 1 | Lube                  | 25-23, 25-15, 19-25, 25-17        |
| 5ª giornata - 10 dicembre 2013 PalaFontescodella, Macerata             | Lube                  | 3 - 0 | Aich/Dob              | 25-19, 25-16, 25-19               |
| 6ª giornata - 18 dicembre 2013 Centr Volejbola Sankt-Peterburg, Kazan' | Zenit-Kazan           | 3 - 2 | Lube                  | 21-25, 24-26, 25-22, 25-23, 15-8  |

#### Fase a eliminazione diretta
| Play-off a 12 (andata) - 16 gennaio 2014 PalaFontescodella, Macerata | Lube     | 3 - 0 | Piacenza | 25-22, 25-21, 25-23                   |
| Play-off a 12 (ritorno) - 23 gennaio 2014 PalaBanca, Piacenza        | Piacenza | 3 - 0 | Lube     | 25-22, 25-19, 25-20 Golden set: 15-13 |

## Statistiche

### Statistiche di squadra
| Competizione        | Punti | In casa | In casa | In casa | In trasferta | In trasferta | In trasferta | Totale | Totale | Totale |
| Competizione        | Punti | G       | V       | P       | G            | V            | P            | G      | V      | P      |
| ------------------- | ----- | ------- | ------- | ------- | ------------ | ------------ | ------------ | ------ | ------ | ------ |
| Serie A1            | 56    | 16      | 16      | 0       | 15           | 10           | 5            | 31     | 26     | 5      |
| Coppa Italia        | -     | 1       | 1       | 0       | -            | -            | -            | 2      | 1      | 1      |
| Supercoppa italiana | -     | -       | -       | -       | -            | -            | -            | 1      | 0      | 1      |
| Champions League    | 12    | 4       | 4       | 0       | 4            | 1            | 3            | 8      | 5      | 3      |
| Totale              | -     | 21      | 21      | 0       | 19           | 11           | 8            | 42     | 32     | 10     |

G = partite giocate; V = partite vinte; P = partite perse

### Statistiche dei giocatori
| Giocatore      | Serie A1 | Serie A1 | Serie A1 | Serie A1 | Serie A1 | Coppa Italia | Coppa Italia | Coppa Italia | Coppa Italia | Coppa Italia | Supercoppa italiana | Supercoppa italiana | Supercoppa italiana | Supercoppa italiana | Supercoppa italiana | Champions League | Champions League | Champions League | Champions League | Champions League | Totale | Totale | Totale | Totale | Totale |
| Giocatore      | P        | PT       | AV       | MV       | BV       | P            | PT           | AV           | MV           | BV           | P                   | PT                  | AV                  | MV                  | BV                  | P                | PT               | AV               | MV               | BV               | P      | PT     | AV     | MV     | BV     |
| -------------- | -------- | -------- | -------- | -------- | -------- | ------------ | ------------ | ------------ | ------------ | ------------ | ------------------- | ------------------- | ------------------- | ------------------- | ------------------- | ---------------- | ---------------- | ---------------- | ---------------- | ---------------- | ------ | ------ | ------ | ------ | ------ |
| M. Baranowicz  | 31       | 92       | 37       | 28       | 27       | 2            | 3            | 1            | 1            | 1            | 1                   | 0                   | 0                   | 0                   | 0                   | 8                | 15               | 4                | 5                | 6                | 42     | 110    | 42     | 34     | 34     |
| A. Bulfon      | 1        | 0        | 0        | 0        | 0        | 0            | 0            | 0            | 0            | 0            | -                   | -                   | -                   | -                   | -                   | -                | -                | -                | -                | -                | 1      | 0      | 0      | 0      | 0      |
| L. Giombini    | 15       | 2        | 1        | 0        | 1        | 2            | 0            | 0            | 0            | 0            | 0                   | 0                   | 0                   | 0                   | 0                   | 3                | 0                | 0                | 0                | 0                | 20     | 2      | 1      | 0      | 1      |
| H. Henno       | 31       | -        | -        | -        | -        | 2            | -            | -            | -            | -            | 1                   | -                   | -                   | -                   | -                   | 8                | -                | -                | -                | -                | 42     | -      | -      | -      | -      |
| J. Kovář       | 28       | 256      | 202      | 32       | 22       | 2            | 19           | 16           | 2            | 1            | 1                   | 2                   | 2                   | 0                   | 0                   | 8                | 66               | 49               | 11               | 6                | 39     | 343    | 269    | 45     | 29     |
| B. Kurek       | 31       | 353      | 294      | 38       | 21       | 2            | 12           | 11           | 1            | 0            | 1                   | 12                  | 9                   | 2                   | 1                   | 8                | 113              | 95               | 11               | 7                | 42     | 490    | 409    | 52     | 29     |
| D. Lampariello | 1        | 0        | 0        | 0        | 0        | -            | -            | -            | -            | -            | 0                   | 0                   | 0                   | 0                   | 0                   | 0                | 0                | 0                | 0                | 0                | 1      | 0      | 0      | 0      | 0      |
| M. Martino     | 6        | 15       | 14       | 1        | 0        | 1            | 1            | 1            | 0            | 0            | -                   | -                   | -                   | -                   | -                   | 3                | 0                | 0                | 0                | 0                | 10     | 16     | 15     | 1      | 0      |
| N. Monopoli    | 18       | 7        | 3        | 2        | 2        | 1            | 1            | 0            | 0            | 1            | 1                   | 0                   | 0                   | 0                   | 0                   | 5                | 0                | 0                | 0                | 0                | 25     | 8      | 3      | 2      | 3      |
| A. Paparoni    | 5        | -        | -        | -        | -        | -            | -            | -            | -            | -            | 1                   | -                   | -                   | -                   | -                   | 4                | -                | -                | -                | -                | 10     | -      | -      | -      | -      |
| S. Parodi      | 26       | 166      | 137      | 18       | 11       | 2            | 12           | 10           | 1            | 1            | 1                   | 2                   | 2                   | 0                   | 0                   | 4                | 9                | 7                | 1                | 1                | 33     | 189    | 156    | 20     | 13     |
| S. Patriarca   | 13       | 34       | 24       | 10       | 0        | 1            | 0            | 0            | 0            | 0            | 0                   | 0                   | 0                   | 0                   | 0                   | 4                | 3                | 2                | 0                | 1                | 18     | 37     | 26     | 10     | 1      |
| M. Podraščanin | 31       | 269      | 174      | 76       | 19       | 2            | 23           | 14           | 8            | 1            | 1                   | 8                   | 4                   | 4                   | 0                   | 8                | 62               | 38               | 19               | 5                | 42     | 362    | 230    | 107    | 25     |
| D. Stanković   | 28       | 202      | 139      | 43       | 20       | 2            | 11           | 7            | 4            | 0            | 1                   | 5                   | 3                   | 2                   | 0                   | 8                | 56               | 41               | 9                | 6                | 39     | 274    | 190    | 58     | 26     |
| I. Zaytsev     | 31       | 588      | 484      | 53       | 51       | 2            | 34           | 30           | 3            | 1            | 1                   | 15                  | 12                  | 2                   | 1                   | 8                | 136              | 119              | 6                | 11               | 42     | 773    | 645    | 64     | 64     |

P = presenze; PT = punti totali; AV = attacchi vincenti; MV = muri vincenti; BV = battute vincenti